# Хордерн, Майкл
Сэр Майкл Мюррей Хордерн (англ. Michael Murray Hordern; 3 октября 1911, Беркхамстед, Хартфордшир — 2 мая 1995, Оксфорд, Юго-Восточная Англия) — английский актёр. Кавалер ордена Британской империи. Наибольшую известность получил за исполнение ролей из репертуара Шекспира, особенно за исполнение роли короля Лира. Часто снимался в фильмах, поднявшись от эпизодических до ведущих ролей, снялся приблизительно в 140 фильмах. На закате карьеры работал в основном на телевидении и на радио.

## Биография
Майкл Хордерн родился в Беркхамстеде, графство Хартфордшир, Англия в семье, не имевшей связей с театром. Учился в школе Уиндлшем-хауз в Пулборо, графство западный Сассекс. Поступил в Брайтон-колледж, где у него развился интерес к театру. Покинув колледж он присоединился к любительской театральной труппе, где привлёк внимание нескольких влиятельных шекспировских постановщиков, предоставивших ему небольшие роли в спектаклях «Макбет» и «Отелло». В годы Второй мировой войны служил на борту авианосца HMS Illustrious («Илластриес»), где дослужился до звания лейтенанта-коммандера. После демобилизации Хордерн вернулся к актёрской карьере и сделал дебют на телевидении, снялся в эпизодических ролях во многих фильмах, особенно в военных фильмах.
Хордерн стал известным в начале 1950-х годов, после участия в театральном конкурсе в Художественном театре в Лондоне. После конкурса он подписал контракт на сезон в Шекспировском мемориальном театре, где сыграл главные роли, такие как роль Калибана в «Буре», Жака в «Как вам это понравится» и сэра Политика Вуд-Би в комедийной пьесе Бена Джонсона «Вольпоне». В следующем сезоне Хордерн присоединился к труппе майкла Бенталла в театре Оулд-вик, где сыграл такие роли как роль Полония в трагедии «Гамлет» и главную роль в «Короле Иоанне». В 1957 году удостоился Телевизионной премии Британской академии в номинации «лучший актёр» за роль адвоката в судебной пьесе Джона Мортимера The Dock Brief. Кроме игры в театре Хордерн регулярно играл роли второго плана в различных фильмах, в том числе в «Клеопатре» (1963) и «Забавная история, случившаяся по дороге на форум» (1966)
В конце 1960 х Хордерн повстречал театрального режиссёра Джонатана Милера и сыграл роль в его телефильме «Whistle and I’ll Come to You», получившем всеобщее признание. В 1972 году Хордерн сыграл главную роль в спектакле Jumpers Королевского национального театра, вызвавшей похвалы критиков. Четыре года спустя Хордерн снова сыграл эту роль. На склоне лет Хордерн снялся в телесериале Paradise Postponed «Отложенный рай», телефильме Memento Mori, «Помни о смерти» (получившего премию BAFTA) и телесериале «Ветер перемен» телеканала ВВС. В 1972 году Хордерн удостоился ордена Британской империи, а одиннадцать лет спустя был посвящен в рыцари. Последние годы Хордерн страдал от болезни почек, от которой и скончался в 1995 году в возрасте 83 лет.
Хордерн скончался 2 мая 1995 года в возрасте 83 лет от болезни почек в госпитале Черчилля, г. Оксфорд, Англия. Медики подтвердили, что пациент страдал от «продолжительной болезни» и проходил процедуры диализа.